# ExactView-1
exactView-1 (EV-1, предварительное название – ADS-1b) — коммерческий микроспутник, эксплуатируемый канадской организацией «exactEarth Ltd.» в рамках сервиса exactAIS. Целевое назначение — обеспечение навигационных услуг в морском (океаническом) судоходстве согласно принятым стандартам Автоматической идентификационной системы.
EV-1 построен британской компанией Surrey Satellite Technology и базируется на платформе SSTL-100; в создании полезной нагрузки также участвовало европейское отделение компании COM DEV International, являющейся соучредителем «exactEarth Ltd.». Спутник оснащён оборудованием для получения и обработки радиосигналов с морских судов об их положении, курсе, скорости, грузе и прочих данных для последующей передачи требуемой информации владельцам и прочим клиентам, нуждающимся в оперативном мониторинге состояния своих грузовых и пассажирских кораблей.
За нисходящий сигнал в C-диапазоне отвечает установленный на борту EV-1 передатчик CDL-MS01 производства «COM DEV Europe», обладающий следующими характеристиками:
| Название параметра                   | Значение                       |
| ------------------------------------ | ------------------------------ |
| Tx frequency range                   | 5100 to 5300 MHz               |
| Output power range                   | Up to 5 W (+37 dBm)            |
| Passband                             | 27.0 MHz (99% power bandwidth) |
| EVM (Error Vector Magnitude)         | Better than 10%                |
| Amplitude error, amplitude imbalance | 0.6 dBpp, ±0.2 dB              |
| Phase error, phase imbalance         | ±1.65º, ±2º                    |
| Center frequency stability           | ±25 ppm                        |
| TM modulation format(s)              | QPSK, OQPSK                    |
| Data rate (max)                      | 20 Mbit/s                      |

КА «exactView-1» был выведен на орбиту 22 июля 2012 года ракетой-носителем Союз-ФГ с космодрома Байконур совместно с аппаратами Канопус-В, БелКА-2, Зонд-ПП и TET-1. В октябре 2012 года «exactEarth Ltd.» завершила тестовые операции с полезной нагрузкой и в ноябре спутник был введён в полную коммерческую эксплуатацию.